# Carposina maculosa
Carposina maculosa là một loài bướm đêm thuộc họ Carposinidae. Nó là loài đặc hữu của New Zealand.
Sải cánh dài khoảng 18 mm.